# André Berthomieu
André Berthomieu född 16 februari 1903 i Rouen död 19 april 1960 i Paris, fransk regissör, manusförfattare och filmproducent.

## Regi i urval
- 1960 -Préméditation
- 1939 - Dédé från Montmartre
- 1931 - Falska miljonären